# Badister
Badister là một chi bọ cánh cứng bản địa của Bắc Phi, Cận Đông và miền Cổ bắc, bao gồm châu Âu.
In Ireland, Badister species are mostly confined tới phía nam and phía tây but no further phía bắc than midland counties, although the species number matches British and exceeds the Scandinavian totals.

## Hình ảnh

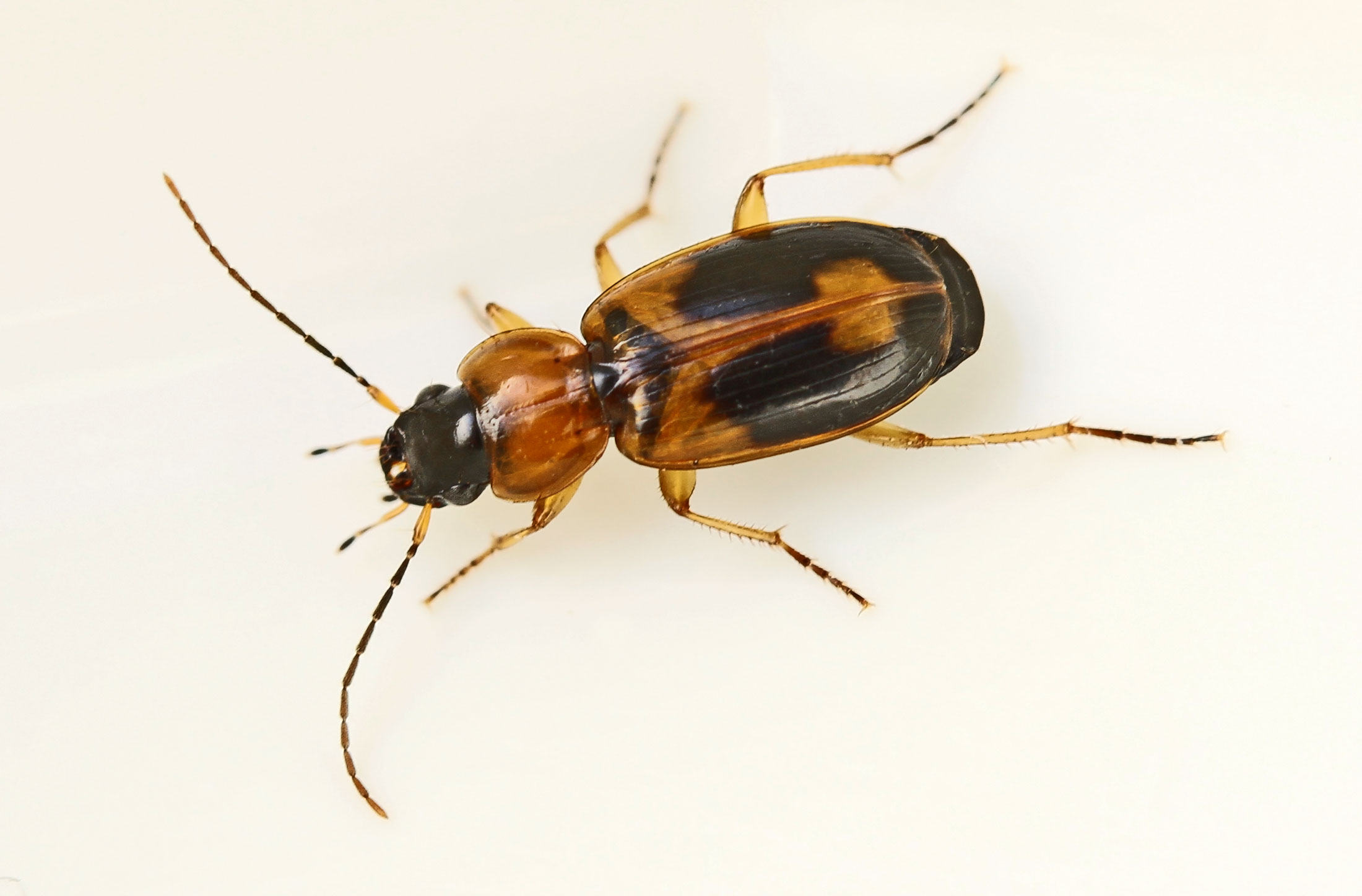